# Путятино (Липецька область)
Путятино (рос. Путятино) — село у Добровському районі Липецької області Російської Федерації.
Населення становить 496  осіб. Належить до муніципального утворення Путятинська сільрада.

## Історія
Село Путятіно засноване в 1781 (1 вересня 1672 - 31 серпня 1673) році. За указом царя Олексія Михайловича і за грамотою з Розряду, за приписом дяка Петра Ковеліна, добренським рейтарам і дітям боярським, всього п'ятдесяти одній людині та священикові, "було відведено п'ятдесят дві садиби дворових, та на вигін і під церковне місце п'ятдесят четвертей, та під церкву на престол тридцять четвертей, сіна сорок копен, і з тієї ж розміреної землі відведено їм рейтарам, дітям боярським у маєток розораної та нерозораної землі на ріллю по двадцяти четверті людині в полі, а в двох по стільки ж, сіна по сороку копен і тією землею. велено їм володіти".У 1693 році путятинські рейтари, всього сорок дві людини, подали чолобитну на ім'я царя: „... служать вони Великим Государям полкову і городову службу багато років і на багатьох службах були до відпуску, а земляні дачі за ними малі, тільки по двадцять четвертей, а інших де угідь і селян за ними немає, а їх братам багато кому надані маєтки по сорок четвертей і проти своєї братії землями вони мізерні і прогодуватися нічим ". Вільної землі виявилося багато, тому безпомісним було виділено по сорок четвертей, а решті ще по 20. Крім того, "під церкву Божу, попу з причетниками двадцять четвертей в полі, а в двох по стільки ж, з сіножатями і з вівсяними угіддями".
З 13 червня 1934 до 26 вересня 1937 року у складі Воронезької області, у 1937-1954 роках — Рязанської області. Відтак входить до складу Липецької області.
Згідно із законом від 2 липня 2004 року №114-оз органом місцевого самоврядування є Путятинська сільрада.

## Населення
| 2006 | 2010 | 2012 | 2013 | 2014 | 2015 | 2016 |
| ---- | ---- | ---- | ---- | ---- | ---- | ---- |
| 671  | ↘604 | ↘588 | ↘562 | ↘556 | ↘531 | ↘521 |
| 2017 | 2018 |      |      |      |      |      |
| ↘503 | ↘496 |      |      |      |      |      |